# Ailly
Ailly is een gemeente in het Franse departement Eure (regio Normandië). De gemeente telde op 1 januari 2022 1.230 inwoners en maakt deel uit van het arrondissement Les Andelys.

## Geografie
De oppervlakte van Ailly bedroeg op 1 januari 2022 15,55 vierkante kilometer; de bevolkingsdichtheid was toen 79,1 inwoners per km².

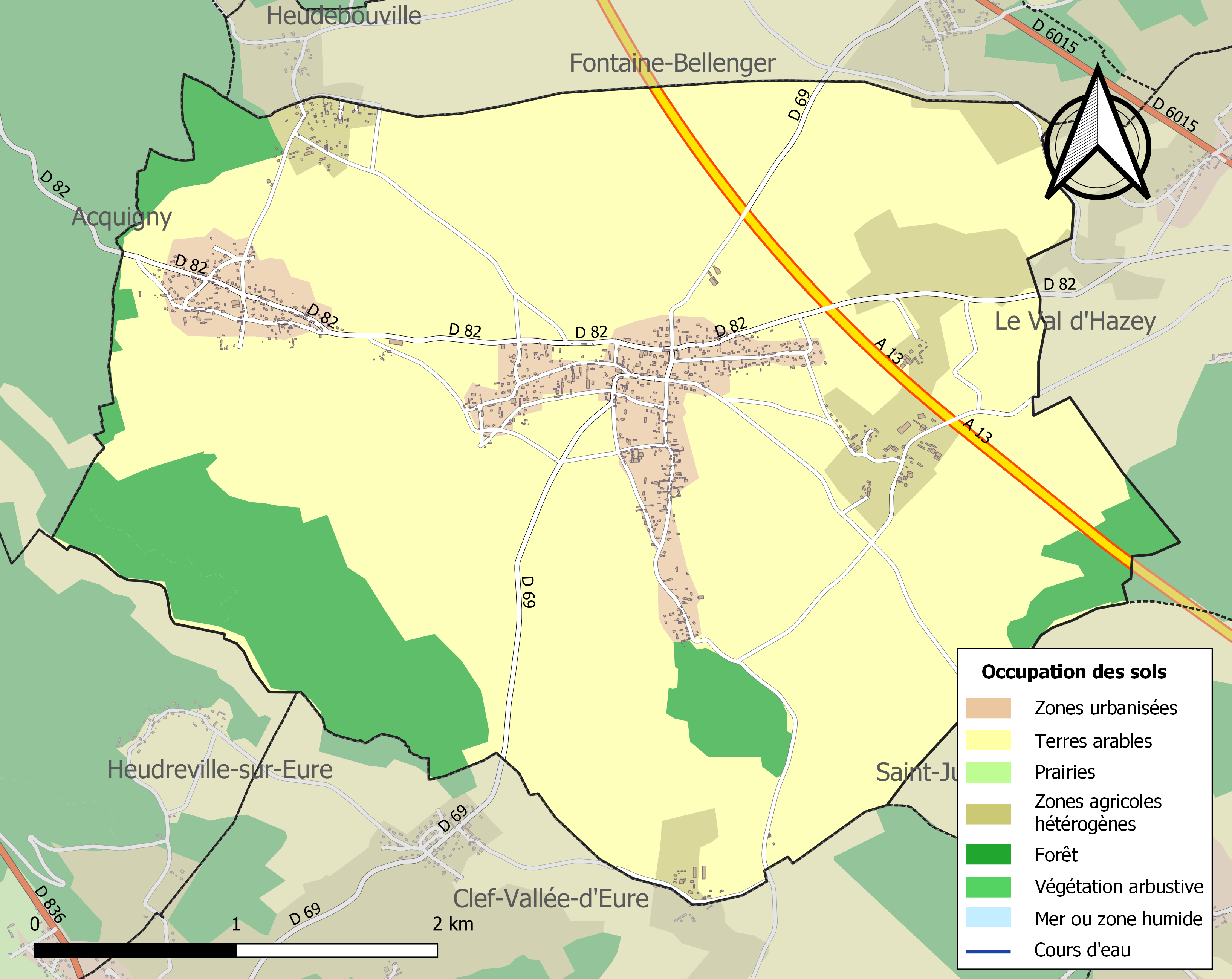
Kaart van de gemeente met belangrijkste infrastructuur, bodemgebruik en omliggende gemeenten

## Bezienswaardigheden
- De Église Saint-Médard

## Demografie
Onderstaande figuur toont het verloop van het inwonertal (bron: INSEE-tellingen).